# Al-Mansur Qalawun
Al-Mansur Qalawun (1222-10 november 1290) was sultan van de Mammelukkensultanaat Caïro tussen 1279 en 1290, hij behoorde tot de Bahri dynastie.

## Levensloop
Qalawun was een Kiptsjak en werd verkocht als slaaf aan een familielid van sultan Al-Kamil. Later werd hij een mammeluk, een slaafsoldaat in het leger van sultan Baibars (1260-1277). Zoals Baibars klom hij op in de hiërarchie en schopte het tot emir. Na de dood van Baibars was hij de sterke man achter zijn zonen Al-Said Barakah en Solamish en in 1279 nam hij de macht zelf in handen.
Qalawun was een man van zijn woord en hield zich aan de afspraken met de kruisvaardersstaten, de kruisridderorden en christelijke leiders, maar hij stond wel open voor hand-en-spandiensten als hij er zijn voordeel kon uithalen.
Toen graaf Bohemund VII van Tripoli in 1287 stierf, kwamen Venetiaanse en kooplieden uit Pisa bij Qalawun klagen over de invloed van de Republiek Genua in het Graafschap Tripoli. Tripoli werd met de grond gelijk gemaakt. Hetzelfde verhaal bij de val van Akko. Toen Hendrik II van Cyprus, koning van Jeruzalem, in 1290 nieuwe troepen aanvoer in Akko, bleek het een zootje ongeregeld te zijn. Ze doodden en plunderden onschuldige christelijke, maar ook mosliminwoners. Qalawun eiste dat de schuldigen zouden worden uitgeleverd, maar daar werd niet op ingegaan. Hierop ging hij over tot het beleg van Akko.
Qalawum zou de verovering van Akko niet meer meemaken; hij stierf op 10 november 1290. Hij werd opgevolgd door zijn zoon Al-Ashraf Khalil, die de klus afwerkte.